# Nicola Scillacio
Nicola Scillacio (Messina, ... – ...; fl. XV secolo) è stato un geografo, umanista e filosofo italiano del XV secolo.
Fu tra i primi accademici a discutere in ambito universitario delle recenti scoperte di Cristoforo Colombo.

## Biografia
Scillacio studiò presso l'Università di Pavia. Godette della protezione di Ludovico il Moro e soggiornò anche presso la corte spagnola dei Re Cattolici.
Fu uno tra i primi docenti universitari a parlare delle scoperte avvenute durante i viaggi di Cristoforo Colombo ed espose il suo pensiero nel trattato De insulis Meridiani et Indici maris nuper inventis (in italiano, Delle isole del Mare Meridionale e Indiano recentemente scoperte), scritto a Pavia nel 1494 (o 1497 secondo altre fonti) come traduzione in latino di una relazione del medico catalano Guillermo Coma.

## Opere
- De insulis Meridiani et Indici maris nuper inventis (1494)